# 多马坦苏萨芒斯
多马坦苏萨芒斯（法語：Dommartin-sous-Amance，法語發音：[dɔmaʁtɛ̃ su.z‿amɑ̃s]，意为“阿芒斯下方的多马坦”）是法国默尔特-摩泽尔省的一个市镇，属于南锡区。

## 地理
多马坦苏萨芒斯（48°44'27"N, 6°15'19"E）面积4.03 平方千米，位于法国大東部大區默尔特-摩泽尔省，该省份为法国东北部内陆省份，是洛林的一部分，北邻比利时、卢森堡，北起顺时针与摩泽尔省、下莱茵省、孚日省和默兹省接壤。
与多马坦苏萨芒斯接壤的市镇（或旧市镇、城区）包括：阿然库尔、布克西耶尔欧谢讷、埃塞莱南锡、厄尔蒙、莱特尔苏萨芒斯、塞尚。
多马坦苏萨芒斯的时区为UTC+01:00、UTC+02:00（夏令时）。

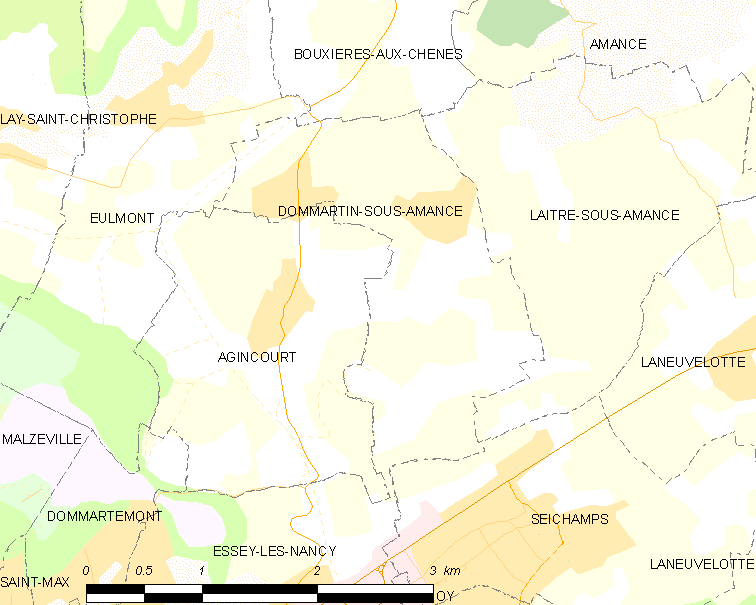
多马坦苏萨芒斯的OSM定位图

## 行政
多马坦苏萨芒斯的邮政编码为54770，INSEE市镇编码为54168。

## 政治
多马坦苏萨芒斯所属的省级选区为格朗库罗内县。

## 人口

1962-2008年间多马坦苏萨芒斯人口变化图示

多马坦苏萨芒斯于2022年1月1日时的人口数量为311人。